# N.
N. è un romanzo di Ernesto Ferrero del 2000. Nello stesso anno ha vinto il Premio Strega.
Il romanzo ricostruisce i giorni dell'esilio sull'Isola d'Elba di Napoleone Bonaparte attraverso gli occhi del suo bibliotecario.

## Sinossi
Portoferraio, 1814. Dopo la sconfitta di Lipsia, l'imperatore dei francesi Napoleone Bonaparte sbarca nel piccolo paese di pescatori nell'isola d'Elba, dove deve scontare l'esilio. Il giovane maestro Martino Papucci, di idee liberali e contro l'ancient règime, trova lavoro come bibliotecario nella residenza di Napoleone, e pianifica di ucciderlo... ma rimarrà affascinato dal carisma, seppure affievolito, dell'ex imperatore.

## Adattamenti
Il romanzo ha liberamente ispirato il film N (Io e Napoleone) del 2006 diretto da Paolo Virzì.

## Edizioni
- Ernesto Ferrero, N., Einaudi, 2000, ISBN 88-06-18616-7.